# Juanita Reina
Juana Reina Castrillo, más conocida como Juanita Reina (Sevilla, Andalucía, 25 de agosto de 1925 - ibidem, 19 de marzo de 1999) fue una cantante y actriz española, reconocida como "la Reina de la Copla".

## Biografía

### Comienzos
Juana Reina Castrillo nació el 25 de agosto de 1925 en Sevilla, en la calle Parras número 19 en el barrio de la Macarena. Pasó su infancia y juventud en la calle Torrijano número 27. Fue hija de Miguel Reina Míjez, pescadero, y de Dolores Castrillo Pascual (1904-1991), y fue la primogénita de nueve hermanos (Juana, Manuela, José, Gertrudis, Enrique, Francisco, Dolores, Mª Ángeles y Mª Teresa). Aprendió a bailar en la Academia de Enrique el Cojo, cuyas clases pagó su abuelo. Comenzó a cantar en bautizos y bodas en el barrio de la Macarena.
Con trece años debutó en el Teatro Cervantes de Sevilla, cantando al término de la función la canción Salomé de Pastora Imperio y gracias a la mediación del director de la compañía de zarzuela que actuaba ese día. Gracias al préstamo de 125 000 pesetas del padrino de Juanita Reina, primo de su padre, montó su primer espectáculo llamado Los Churumbeles, que se estrenó en el Teatro de San Fernando de Sevilla. Tras el éxito de este espectáculo en Sevilla, la artista realizó una gira por toda Andalucía. Realizó sus primeras grabaciones con la discográfica La Voz de su Amo. Su padre se convirtió en su representante y financió el montaje del segundo espectáculo Tabaco y Seda, con los autores Quintero, León y Quiroga, que se estrenó en el Teatro Reina Victoria de Madrid.

### Consagración
Entre los años 1940 y 1945 participa en los espectáculos Solera de los autores Quintero, León y Quiroga sobre temas andaluces y relacionados con lo taurino y lo gitano. En Solera n° 2 de 1944 estrenó Lagartijera, canción que versaba sobre el Lagartijo y Frascuelo. Su espectáculo más conocido fue La España de Monsieur Dumas, (Madrid, Teatro Calderón, 1945). [cita requerida] Dado su potencial de voz, de contralto, muchos le instaron a cantar ópera o zarzuela. Pero ella siempre reivindicó su amor por la copla andaluza, convirtiéndose en el incuestionable referente durante los años 1940 y 1950 y popularizando buena parte de los temas clásicos de la copla de Quintero, León y Quiroga.
Fue descubierta para el cine por Florián Rey, que le ofreció el papel estelar en La blanca Paloma en 1942. Durante toda la década compatibiliza la realización de espectáculos en España e Iberoamérica con el rodaje de películas del cine musical español. Protagonizó la exitosa película La Lola se va a los puertos (1947), basada en la obra de teatro de 1929 La Lola se va a los puertos de los hermanos Machado y dirigida por Juan de Orduña. Asimismo, repitió éxito con la gran producción Lola la Piconera (1951) basada en la obra de teatro de 1934 Cuando las Cortes de Cádiz de José María Pemán. 
Fue devota de la Virgen de la Macarena, de quien era camarera de honor. Al igual que todos los artistas de canción española de su tiempo, asistió a las recepciones organizadas cada verano en los Jardines de la Granja, actuando ante Francisco Franco. Tenía su propia compañía de espectáculos, la Compañía Juanita Reina, para la que trabajó, por ejemplo, Antonio Mairena, Paco Taranto y, más tarde, el Beni de Cádiz. En 1957, durante una gira en Iberoamérica, actuó en La Habana. Las canciones de su repertorio se habían escrito en exclusividad para ella y nunca cantó canciones de otros artistas.
El 15 de junio de 1964 se casó con el bailarín y bailaor Federico Casado Algrenti, más conocido como "Caracolillo", en la Basílica de La Macarena. Un año después nacería su único hijo, Federico Casado Reina. Tras vivir un tiempo en Madrid, regresaría a Sevilla. En 1975 le otorgan la Medalla de Plata al Mérito en el Trabajo. En 1976 su marido abre en Sevilla la pionera Academia de Danza Caracolillo. En ese año, además, participó en el homenaje que el Ateneo de Madrid ofreció al maestro Quiroga. En los setenta y ochenta reduce sus espectáculos y dedica más tiempo a su familia. Sin embargo, de esta época es su intervención en televisión en el programa de musical Cantares presentado por Lauren Postigo de 1978, protagonizando el primer programa. Hay que señalar también su interpretación del tema Como dos barquitos en el programa Las Coplas de Canal Sur, presentado por Carlos Herrera, de 1989. En Sevilla interviene además en los ciclos de copla en el Teatro Lope de Vega de Sevilla acompañada por los alumnos de la Academia de Danza Caracolillo, y en Madrid actuó en las salas Xenon (1983) y Windsor (1981) con gran repercusión de público y crítica.
En 1991 participó en el ciclo de 15 días dedicado a la copla, en homenaje a Concha Piquer, organizado por el Centro Cultural de la Villa de Madrid y presentado por Carlos Herrera. Tuvo la culminación de su carrera el 7 de junio de 1992 con el concierto Azabache de la Expo de Sevilla de 1992, junto a Rocío Jurado, Nati Mistral, María Vidal e Imperio Argentina y dirigido por Gerardo Vera. Recibió la Medalla de Andalucía ese mismo año.

### Enfermedad y muerte

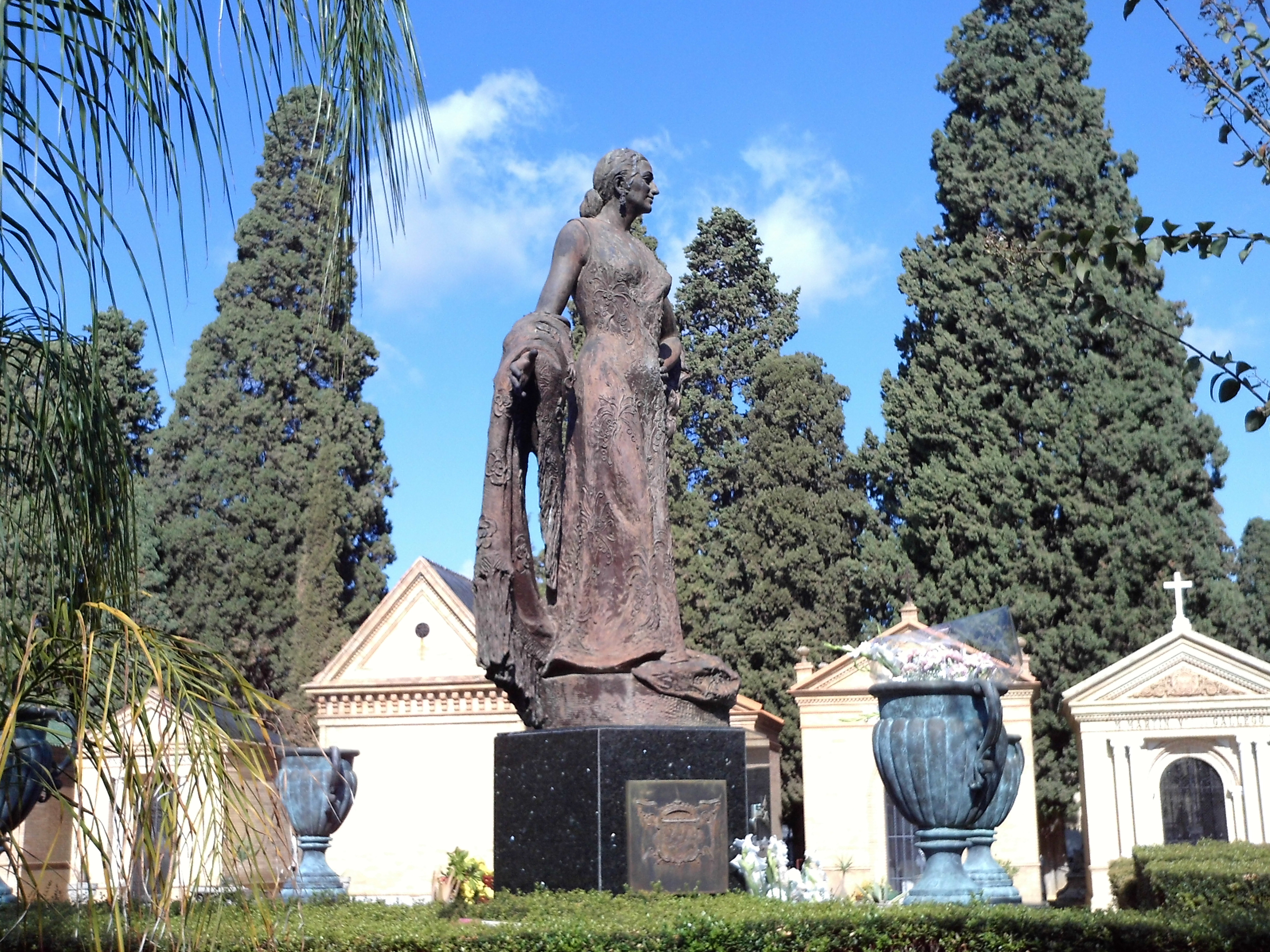
Tumba de Juanita Reina en el cementerio de San Fernando en Sevilla

Falleció el 19 de marzo de 1999, de una insuficiencia respiratoria, en la clínica Sagrado Corazón de Sevilla. Recibió sepultura en el cementerio de San Fernando de Sevilla, tras un multitudinario funeral al que acudieron unas 3000 personas, además de artistas y autoridades. Recibió a título póstumo el reconocimiento de hija predilecta de la ciudad de Sevilla, y la fundación con su nombre construyó su mausoleo en el cementerio de San Fernando, por suscripción popular. En el año 2000, su sobrina Charo Reina publicó Por ti y para ti, homenaje a Juanita Reina. Su biografía, llamada Juanita Reinaː un estilo, una época, data del año 2000 y fue escrita por María Jesús Pérez Ortiz, catedrática de literatura.

## Discografía
Entre sus temas más populares en las peticiones radiofónicas durante los años cincuenta está Y sin embargo te quiero (1948). Sus temas clásicos son el pasodoble Francisco Alegre (1945), estrenado en el espectáculo Solera de España nº 3; Soltera yo no me quedo (1965), Lola la Piconera (1951) y Callejuela sin salida, de la película Lola la Piconera; Capote de grana y oro (1952), de la película Gloria Mairena al torero Manolete; Madrina, que era la canción de cierre de sus espectáculos y trata sobre una ganadera charra y un joven torero; Carmen de España (1952), Silencio por un torero, dedicada al torero Joselito; Yo soy... esa (1953), de la película Aeropuerto, y Las cinco farolas, del maestro Solano.
En el ámbito de la música para la Semana Santa de Sevilla. se ha de destacar la marcha Esperanza y Macarena (1965), una composición del maestro Quiroga para Juanita Reina y Celestial Madre mía, conocida también como Salve de Juanita Reina.
Como curiosidad, en 1969 grabó un disco de cuatro villancicos a dúo con Caracolillo (Brillo de Espada, Río de Amor, Virgen María y Arriero a Belén) para la casa Discos Belter.

## Filmografía
- La blanca Paloma (1942)
- Canelita en rama (1943)
- Macarena (1944)
- Serenata española (1947)
- La Lola se va a los puertos (1947)
- Vendaval (1949)
- Lola la Piconera (1951)
- Gloria Mairena (1952)
- Aeropuerto (1953)
- Sucedió en Sevilla (1955)
- La novia de Juan Lucero (1959)
- Canciones de nuestra vida (1975)

## Espectáculos
- Los Churumbeles
- Tabaco y seda
- La España de Monsieur Dumas  (1945)
- Solera de España (1948)
- El libro de los sueños (1954)
- Sevilla, tronío y tronío (1959)
- Ole con Ole con Caracolillo (1962)[18]
- Filigrana española (1965)[19]
- Con el arte por bandera (1973)[19]
- Vamos cantando, con Carmen Sevilla y Paquita Rico (1984)[20]

## Influencia
En relación con la Semana Santa de Sevilla, Juanita Reina cantó en 1992 una saeta al paso de la Esperanza Macarena desde el "Balcón de Juanita Reina" y en 1993 amadrinó a Pastora Soler al hacerla hermana de la cofradía, que sigue cantando saetas al paso de la Esperanza Macarena desde el mismo balcón. 
Prácticamente todos los artistas de copla han empleado el repertorio de Juanita Reina, con memorables interpretaciones en Rocío Jurado e Isabel Pantoja. Incluso Concha Piquer grabó posteriormente temas que fueron estrenados por doña Juana, lo que no sucedió a la inversa. En 1993, Pastora Soler incluye Capote de grana y oro en su disco Nuestras coplas. Rocío Jurado protagonizó la popular versión de 1993 de la película La Lola se va a los puertos, filmada por Juan de Orduña con Juanita Reina en 1947. Marta Sánchez popularizó Y sin embargo te quiero en el álbum de versiones de copla Tatuaje (1999).

Suena a blasfemia su modestia: «Gracias. Haré todo lo posible por superarme». La insuperable se ha adentrado en una noche de tormenta. Allí, bajo los rayos justicieros, ella reparte carne de gallina al azorado público presente con sólo pronunciar a su manera: «Tu boca».

Al borde del infarto, una mujer solloza: « ¡Juana, por Dios! ».

Y ella, más refulgente que nunca, jurando cuando besa dos dedos que hacen cruz, mordiéndose los labios, prosigue el desatino de la noche: «Calla, por favor, calla. / No te metas en mi vida / ni te gastes más saliva / en llamarme la atención».
Crónica de José-Miguel Ullán para el diario El País (1981)

A principios del siglo XXI renace con fuerza el interés por la copla en Andalucía gracias al concurso musical Se llama copla de Canal Sur y A tu vera de Castilla la Macha Televisión, dónde se han interpretado en todas las ediciones las canciones más representativas del repertorio de Juanita Reina. Estos programas y otros posteriores como Original y copla (2017), han permitido ver la interpretación de aspirantes a artistas de los temas de Juanita Reina. También ha dado lugar a la interpretación por artistas contemporáneos como India Martínez de temas clásicos como Yo soy esa. En 2003 se interpretó Y sin embargo te quiero en el concurso Operación Triunfo. En 2013 el programa de Castilla-La Mancha Televisión Bravo por la copla, le dedicó un homenaje a Juanita Reina con Charo Reina. En 2019 Canal Sur emite el homenaje Por siempre, Juanita Reina con temas interpretados por los artistas de Se llama copla.
Las coplas de Juanita Reina continúan en el repertorio de artistas como Miguel Poveda, que en el 2009 incluye En el último minuto y Ni un Padrenuestro en su Coplas del querer. También en 2013, el espectáculo Azabache 20 Años, de Pasión Vega, Pastora Soler, Diana Navarro y Manuel Lombo, rememoró los temas el magnífico espectáculo Azabache de 1992.  También en 2019, Estrella Morente incluye Madrina y Yo soy esa en su álbum Copla.

## Distinciones
- Medalla de Oro al Mérito en las Bellas Artes (1960)[24]
- Lazo de Dama de la Orden de Isabel la Católica (1961)[25]
- Medalla de Plata al Mérito en el Trabajo (1975)
- Medalla de Oro de Andalucía (1992)[1]

Otras distinciones recibidas fueron la medalla de plata de la Cruz Roja, el premio Conchita Piquer, la Antena de Oro de Radio Nacional de España, el premio Cancionero de Málaga, el Cenachero de Plata del Ayuntamiento de Málaga, de la Asociación de Lucha contra el Cáncer, del Sindicato del Espectáculo, de la Casa de Andalucía en Buenos Aires en Argentina, de la ciudad de Bornos de Cádiz, hija predilecta de la ciudad de Sevilla (1999 -a título póstumo-) y hermana de honor de la Hermandad de la Macarena y camarera de honor de la Virgen de la Macarena.
Ha dado nombre a calles en Madrid, Málaga y Chipiona, y a la glorieta de Juanita Reina en Sevilla.